# 税关 (中国)
税关是中國明清兩代，政府在货物集散地和水陆要冲设立的关卡，用以向过境物品、车辆、船舶收取过境税。明代之前，已有政府零星的设置关卡，收取关税。至明代，政府开始全面收取关税，而在内河航线上设立的征收船税的机构，称为钞关。明朝时因隶属户部，又称为户关、户部分司。清朝沿袭明代制度。
明朝建立之初的洪武年间，即设立对商船货物征税的税关，由税课司征税。明代除了钞关，亦有收取竹、木的关口，称抽分局、厂，这是沿袭元朝的做法。其后，税关兴废频繁，至晚明时期，部分税关固定。
清前期，或称榷关，或称税关，或称某某关，不一而足。屬工部管轄者又稱為鈔關。清代税关虽沿袭明制，但亦有变动。有学者总结，一是对原有税关归併整合，二是部分税课司、茶马市场改为税关，三是废除部分明代税关，或新设税关。乾隆时期，全国的税关数量、布局稳定下来，至道光时无大的变化。鸦片战争，出现近代海关，称「洋关」或「新關」。原有的旧税关，又称「常关」或「舊關」。至光緒中期，全國有戶關42處，工關4處及吉林等處木稅稅口。辛丑合約簽訂後，增設海關達49處。

## 八大钞关
钞关创始于明宣德四年（1429年），规定在南北两京之间的运河沿线，分为五段进行收税：南京到淮安、淮安到徐州、徐州到济宁、济宁到临清、临清到通州。
最初征收的是大明宝钞，后来也征收铜钱和银两，但是钞关的名称未变。后来在江南运河、长江和淮河上也设立了钞关，总数达到10余所。到万历年间，只保留了最重要的8所钞关，其中7所在运河沿线，从北向南依次是：崇文门、河西务、临清、淮安、扬州、浒墅关、北新关（杭州），只有江西九江是一个例外。多数时候，这些钞关都直接隶属于户部，户部在各地设立户部分司管理收税事宜。

### 河西务关
1665年迁至天津北大关。

### 临清关
临清运河钞关位于该市运河西岸。始建于明宣德四年（1429年）。明代万历年间，临清钞关年征收船料商税银八万余两，居全国八大钞关之首，占全国课税额的四分之一。万历年间山东全省一年税课银只有八千八百余两，仅及临清钞关所收十分之一稍强。万历二十七年（1599年），在临清钞关发生了一场震惊朝野的王朝佐抗税事件。
临清钞关现存有仪门，南、北穿厅，公堂、巡拦房、船料房、官属舍房等80余间古建筑，是全国唯—的1处钞关旧址。2001年被列为第五批全国重点文物保护单位。

### 淮安关
设于府城与清江浦中间的板闸镇。

### 扬州关
设于扬州新城挹江门。

### 浒墅关
设于苏州西北。

### 北新关
设于杭州城北十里外水陆要冲北新桥。1864年，应左宗棠之请关闭。